# بوستون (ایندیانا)
بوستون (به انگلیسی: Boston) یک منطقهٔ مسکونی در ایالات متحده آمریکا است که در شهرستان وین، ایندیانا واقع شده‌است. بوستون ۰٫۵۸ کیلومتر مربع مساحت و ۱۵۰ نفر جمعیت دارد و ۳۴۵ متر بالاتر از سطح دریا واقع شده‌است.